# 87e groupe de reconnaissance de division d'infanterie
Le 87e groupe de reconnaissance de division d'infanterie (87e GRDI, parfois 87e GRDIA pour groupe de reconnaissance de division d'infanterie d'Afrique) est une unité française créée en 1939 rattachée à la 87e division d'infanterie d'Afrique.

## Historique
En octobre 1939, les éléments montés du GRDI sont mis sur pied par le centre de mobilisation de cavalerie africaine (CMCA) no 3 de Batna et Tébessa, à partir d'un escadron du 3e régiment de spahis algériens. Les éléments motorisés sont eux réunis en novembre 1939 au dépôt de cavalerie no 16 de Carcassonne à partir des éléments prévus pour le 86e GRDI.
Le GRDI reçoit la croix de guerre 1939-1945 pour ses actions en juin 1940,,.

## Ordre de bataille
- État-major et peloton de commandement : chef d'escadron lieutenant-colonel Quiot[2]
  - Adjoint : capitaine Le Mintier de la Motte-Basse[2]
- Escadron Hors rang : capitaine Lunet de la Malene[2]
- Escadron Hippomobile : capitaine de Balincourt[2]
- Escadron Motocycliste : capitaine Delmas[2]
- Escadron de mitrailleuses et d'engins (canons de 25 antichar) : capitaine Paris[2]